# Josh Hamilton (attore)
Joshua Cole Hamilton, detto Josh (New York, 9 giugno 1969), è un attore statunitense.

## Biografia
È il figlio degli attori Dan Hamilton e Sandra Kingsbury.

## Filmografia

### Cinema
- Un'altra donna (Another Woman), regia di Woody Allen (1988)
- Alive - Sopravvissuti (Alive), regia di Frank Marshall (1993)
- 110 e lode (With Honors), regia di Alek Keshishian (1994)
- Scalciando e strillando (Kicking and Screaming), regia di Noah Baumbach (1995)
- Non guardare indietro (Don't Look Back), regia di Geoff Murphy (1996)
- La casa del sì (The House of Yes), regia di Mark Waters (1997)
- L'era glaciale (Ice Age), regia di Chris Wedge – voce (2002)
- The Bourne Identity, regia di Doug Liman (2002)
- American Life (Away We Go), regia di Sam Mendes (2009)
- Margaret, regia di Kenneth Lonergan (2011)
- J. Edgar, regia di Clint Eastwood (2011)
- Dark Skies - Oscure presenze (Dark Skies), regia di Scott Stewart (2013)
- Experimenter, regia di Michael Almereyda (2015)
- Manchester by the Sea, regia di Kenneth Lonergan (2017)
- Eighth Grade - Terza media (Eighth Grade), regia di Bo Burnham (2018)
- Blaze, regia di Ethan Hawke (2018)
- Tesla, regia di Michael Almereyda (2020)
- La mappa delle piccole cose perfette (The Map of Tiny Perfect Things), regia di Ian Samuels (2021)
- A Mouthful of Air, regia di Amy Koppelman (2021)
- Reality, regia di Tina Satter (2023)
- Jay Kelly, regia di Noah Baumbach (2025)

### Televisione
- La valle dei pini (All My Children) – serial TV, 1 puntata (1984)
- Kate e Allie (Kate & Allie) – serie TV, episodio 3x22 (1986)
- Non guardare indietro (Don't Look Back), regia di Geoff Murphy (1996)
- The '60s – miniserie TV (1999)
- Sex and the City - serie TV, episodio 3x10 (2000)
- Squadra emergenza (Third Watch) – serie TV, 6 episodi (2001-2002)
- Absolutely Fabulous – serie TV, episodio 4x07 (2002)
- The Practice - Professione avvocati (The Practice) – serie TV, episodio 8x09 (2003)
- Law & Order: Criminal Intent – serie TV, episodio 5x21 (2006)
- Law & Order - I due volti della giustizia (Law & Order) – serie TV, episodio 19x01 (2008)
- Delocated – serie TV, episodio 1x05 (2009)
- Mercy – serie TV, episodio 1x12 (2010)
- Louie – serie TV, episodi 1x08-4x11-4x12 (2010-2014)
- The Good Wife – serie TV, episodio 3x12 (2012)
- Terapia d'urto (Necessary Roughness) – serie TV, episodio 2x13 (2013)
- Elementary – serie TV, episodio 1x18 (2013)
- American Horror Story – serie TV, 7 episodi (2013)
- Gracepoint – serie TV, 10 episodi (2014)
- Madam Secretary – serie TV, 5 episodi (2015)
- Mrs. Fletcher – miniserie TV, 4 puntate (2019)
- Tredici (13 Reasons Why) – serie TV, 35 episodi (2017-2020)
- Mrs. America – miniserie TV, 1 puntata (2020)
- The Walking Dead – serie TV, 15 episodi (2021-2022)
- Ray Donovan: The Movie, regia di David Hollander - film TV (2022)

## Doppiatori italiani
Nelle versioni in italiano delle opere in cui ha recitato, Josh Hamilton è stato doppiato da:
- Roberto Certomà in American Life, Dark Skies - Oscure presenze, Law & Order - Unità vittime speciali, The Walking Dead
- Oreste Baldini in Un'altra donna
- Fabrizio Manfredi in Alive - Sopravvissuti
- Gaetano Varcasia in 110 e lode
- Vittorio De Angelis in Scalciando e strillando
- Mirko Mazzanti in The Bourne Identity
- Andrea Zalone in Law & Order: Criminal Intent
- Roberto Gammino in J. Edgar
- Alessandro Messina in American Horror Story
- Marco Baroni in Manchester by the Sea
- Donato Sbodio in Tredici
- Alessio Cigliano in Tesla
- Stefano Bianchini in This Is Us
- Francesco Prando in Mrs. Fletcher
- Gianfranco Miranda in Bull